# Lista de regiões da Dinamarca por IDH

Mapa das regiões da Dinamarca por IDH em 2017.
Legenda:
> 0.950
0.925 – 0.950
0.915 – 0.925
0.905 – 0.915
< 0.905

Esta é uma lista de regiões da Dinamarca por Índice de Desenvolvimento Humano (IDH) em 2017.
| Rank           | Região             | IDH (2017)     | País comparável |
| IDH muito alto | IDH muito alto     | IDH muito alto | IDH muito alto  |
| -------------- | ------------------ | -------------- | --------------- |
| 1              | Região da Capital  | 0.952          | Noruega         |
| –              | Dinamarca          | 0.930          | Países Baixos   |
| 2              | Dinamarca Central  | 0.927          | Canadá          |
| 3              | Dinamarca do Sul   | 0.922          | Reino Unido     |
| 4              | Dinamarca do Norte | 0.914          | Bélgica         |
| 5              | Zelândia           | 0.901          | França          |